# 애퍼처 (소프트웨어)
애퍼처(영어: Aperture)는 애플이 만든 그래픽 소프트웨어다. OS X에서 작동한다. OS X 요세미티에 포함될 새로운 사진 앱으로 대체되며 단종되었다.

## 같이 보기
- 아이포토